# 11229 Brookebowers
A 11229 Brookebowers (ideiglenes jelöléssel 1999 JX52) a Naprendszer kisbolygóövében található aszteroida. A LINEAR projekt keretében fedezték fel 1999. május 10-én.